# Kendra (Buffy)
Kendra est un épisode en deux parties (épisodes 9 et 10) de la saison 2 de la série télévisée Buffy contre les vampires.

## Résumé

### Partie 1
Alors que Buffy et ses amis remplissent des questionnaires d'orientation au lycée, Spike tente toujours de trouver un moyen de redonner toutes ses forces à Drusilla. Après avoir échoué à empêcher un vol dans un mausolée, la Tueuse retrouve Angel chez elle, et s'interroge sur son avenir. Le lendemain, après que tous aient obtenus les résultas des questionnaires, Willow est repéré par une entreprise recherchant des ingénieurs en informatique avec un autre élève, Oz. Giles encourage Buffy à découvrir ce qui a été volé et à faire preuve de plus de rigueur dans son travail. Pendant ce temps, le voleur, un traducteur au service de Spike, apprend au vampire que le vol a faillit être empêché par Buffy. Spike décide donc de se débarrasser de la Tueuse en faisant appel à l'Ordre de Taraka, une organisation de vampires et de démons assassins. Le même jour, Giles et Buffy découvre que ce qui a été volé l'a été dans la tombe de Dulac, un membre d'une secte religieuse. L'objet en question est une croix servant de décodeur à un livre qu'il avait écrit dans une langue archaïque et qui a été volé récemment. En parallèle, trois des membres de l'Ordre arrivent à Sunnydale, en même temps qu'une femme.  
L'un des assassin s'attaque à Buffy dans une patinoire, alors qu'elle y attend Angel pour un rendez-vous. Le tueur est maitrisé, mais Angel, blessé, reconnaît le signe d'appartenance de l'assassin, comme Giles le fera un peu pus tard. Angel est le premier à avertir solennellement Buffy du danger : l'Ordre n'abandonne jamais. La Tueuse et le vampire ignorent cependant qu'ils sont observés par la femme. Le soir, Buffy se rend chez Angel, mais ce dernier est parti se renseigner au bar de Willy l'Indic, un barman accueillant aussi bien humains que vampires. Il lui confirme que Spike est derrière le contrat sur la tête de Buffy. Avant de pouvoir en dire plus, Angel est attaqué par la jeune femme qui, à l'issue du combat, l'enferme dans une cage qui sera exposée au soleil au matin, sans qu'ils puisse s'échapper. Giles finit par découvrir en même temps que Spike et Drusilla que la manuel de Dulac décrit un rituel servant à rendre sa santé à un vampire. Alors que Buffy est chez Angel, la femme fait irruption, et elles commencent à se battre l'une contre l'autre. Buffy la prend pour un assassin de l'Ordre de Tanaka, et l'inconnue la prend pour un vampire. Elle se présente finalement comme étant Kendra, la Tueuse de vampires. 

### Partie 2
Après avoir mis fin à leur combat, Buffy et Kendra partent voir Giles pour éclaircir la situation. Kendra se présente comme étant la Tueuse de vampires, envoyée à Sunnydale combattre les vampires. La jeune femme est surprise de voir que Buffy a des amis et travaille avec d'autres personnes que son Observateur. Giles comprend que Kendra a été activée à la mort de Buffy après son premier combat contre Le Maître (dans l'épisode Le Manuscrit), bien que cette mort n'ait duré que quelques secondes et qu'elle ait été sauvée par Alex. Kendra est également stupéfaite d'apprendre qu'il existerait un vampire bon dont Buffy serait amoureuse, et révèle alors l'avoir enfermé dans une cage. Lorsque les deux Tueuses arrivent sur place, il est trop tard : Willy a vendu Angel à Spike. Kendra attaque Willy lorsqu'elle le voit, et le barman leur met en leur disant qu'il a libéré Angel. Aux mains de Spike et Drusilla, le vampire commence à être torturé. Il tente de s'en sortir en semant la discorde entre ses tortionnaires et en poussant Spike à le tuer pour ne pas rendre ses forces à Drusilla, mais le vampire ne tombe pas dans son piège.   
Au lycée, Giles annonce qu'il s'est accordé avec l'Observateur de Kendra pour qu'elle travaille avec Buffy pour empêcher la réalisation du plan de Spike, et la nouvelle Tueuse impressionne Giles par sa rigueur. Elle est en revanche déconcertée d'apprendre que Buffy étudie dans un lycée. De leur côté, Alex et Cordelia, qui s'étaient rendus chez Buffy, sont attaqués par un assassin de l'Ordre de Taraka, et sont obligés de se réfugier dans la cave, partageant un baiser aussi fougueux qu'inattendu après une dispute avant de réussir à s'enfuir. Au lycée, Buffy échappe à une autre tentative d'assassinat perpétré par un assassin déguisé en policière. Giles réunit tous les membres du groupe pour les informer du résultat de ses recherches, et grâce à Buffy, tous comprennent que Spike a enlevé Angel pour le soumettre à un rituel dans une église destiné à rendre ses forces à Drusilla. Si la priorité de Buffy est de sauver le vampire, celle de Kendra est d'éliminer Drusilla, mais elle décide tout de même de se rallier à Buffy. En essayant de trouver le lieu du tireur, les deux Tueuses échangent sur leurs vies, leurs aspirations et leurs conceptions respectives de leur mission, Kendra ne vivant qu'en tant que Tueuse et bannissant toutes émotions ou relations extérieures. Finalement, elles forcent Willy à leur révéler où se trouve Spike. Ayant préféré se rendre toute seule à l'église pour ne pas perdre de temps, Buffy tombe dans un piège et y est amené prisonnière par les assassins de l'Ordre, alors que le rituel est en cours. Kendra arrive alors avec des renforts.   
Un combat général éclate alors, opposant les deux Tueuses et leurs amis aux vampires de Spike et aux assassins de l'Ordre. Alors que Spike tente d'emporter Drusilla, inconsciente, Buffy le frappe par-derrière et le vampire finit enseveli sous une tonne de gravats. Elle évacue ensuite Angel, aidé de Kendra, alors que l'église est la proie des flammes. Oz et Willow finissent par sympathiser et refuser la proposition de l'entreprise, Alex et Cordelia s'embrassent à nouveau et Kendra quitte Sunnydale pour rejoindre son observateur désormais amie avec Buffy. Mais dans les décombres de l'église, une Drusilla en pleine santé s'extirpe des ruines en emmenant un Spike inconscient, mais vivant.  

## Production
La scène dans la patinoire a été incorporée à l'épisode car le patin à glace est l'un des hobbies de Sarah Michelle Gellar. Elle a été filmée à la patinoire Iceland de Paramount. Le personnage de Spike devait initialement disparaître à l'issue de cet épisode mais Joss Whedon a décidé de le conserver en raison de sa popularité auprès du public.